# ون (گونه)
زبان‌گنجشک یا ون (نام علمی: Fraxinus excelsior) یکی از گونه‌های گیاهان گل‌دار از راسته نعناسانان است. این درخت بیشتر بومی اروپا است و در شمال اسکاندیناوی و جنوب شبه‌جزیره ایبری انتشار دارد همچنین این درخت در جنوب غربی آسیا از شمال ترکیه تا شرق قفقاز و کوه‌های البرز می‌روید.
در ایران نام‌های محلی گوناگونی دارد مانند «درخت ون»، «دردار»، «وند»، «ونو»، «بناو»، «بنو»، «اهر»، «نباوج»، «قوش دیلی»، «تلک وتلکوچی»، «خوش تباخ»، «لسان العصفور»، «لسان العصافیر»«بنوش»«سروو».
به خاطر شکل میوه‌های درخت است که نام «زبان گنجشک» را برایش برگزیده‌اند. میوه‌های خشک و بیضی‌شکلی که کمی نوک‌تیز می‌شوند و شبیه زبانِِ گنجشک هستند.
میوه زبان گنجشک «سامار» نیز نامیده می‌شود.
زبان گنجشک گل ملی کشور سوئد است.

## نگارخانه

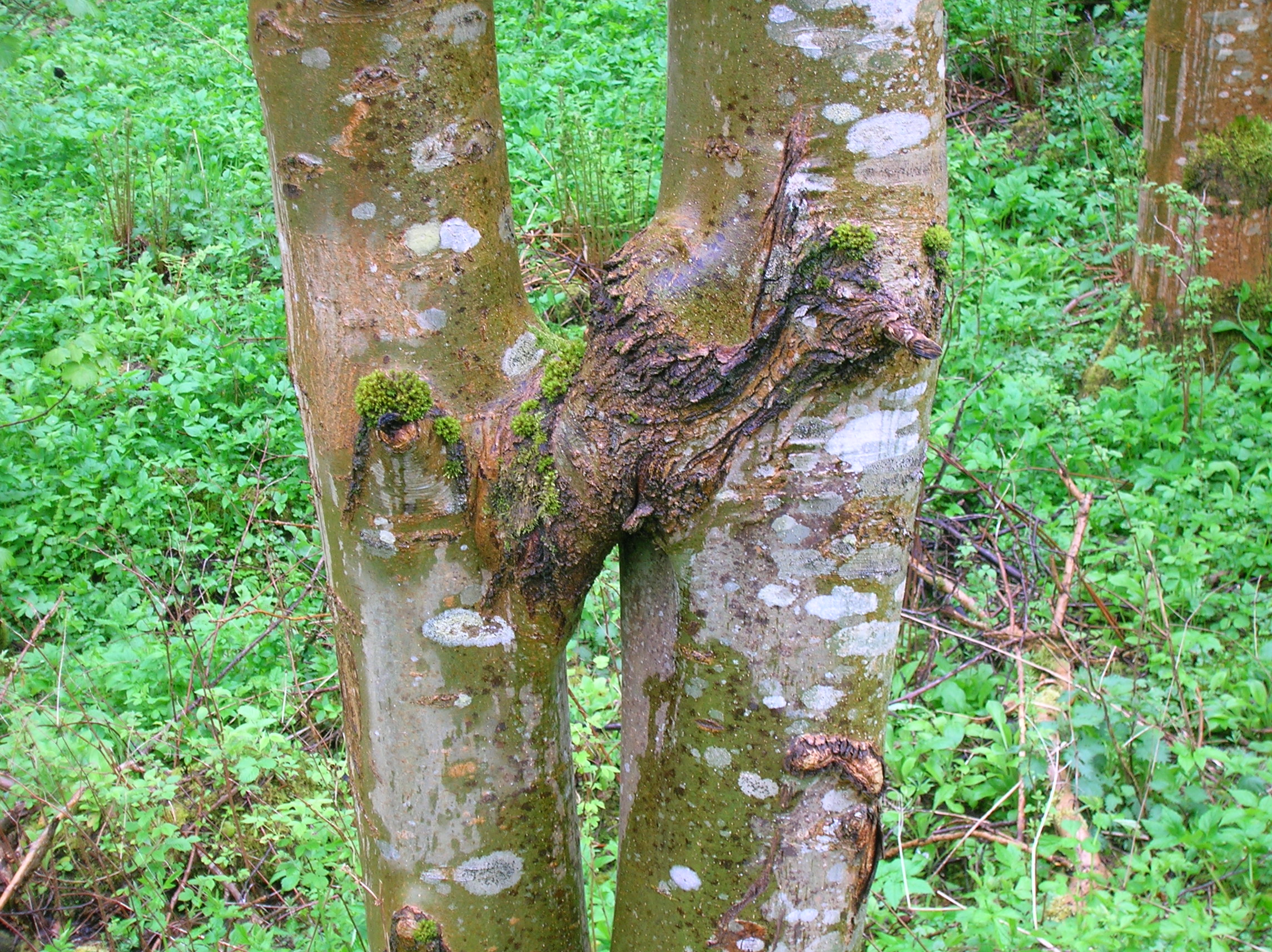
دو درخت با هم ترکیب‌شده
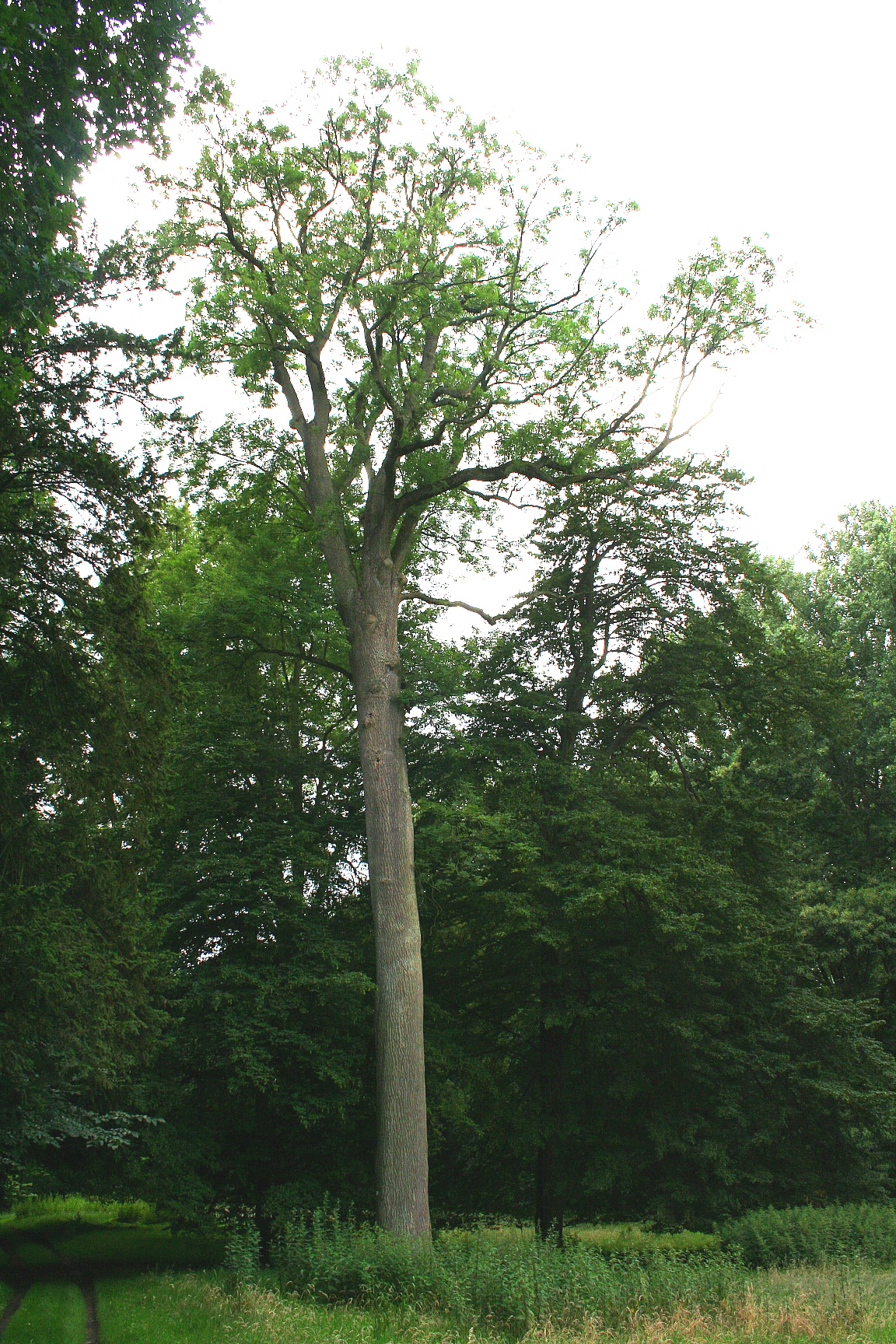
درخت ۴۶ متری در بلژیک
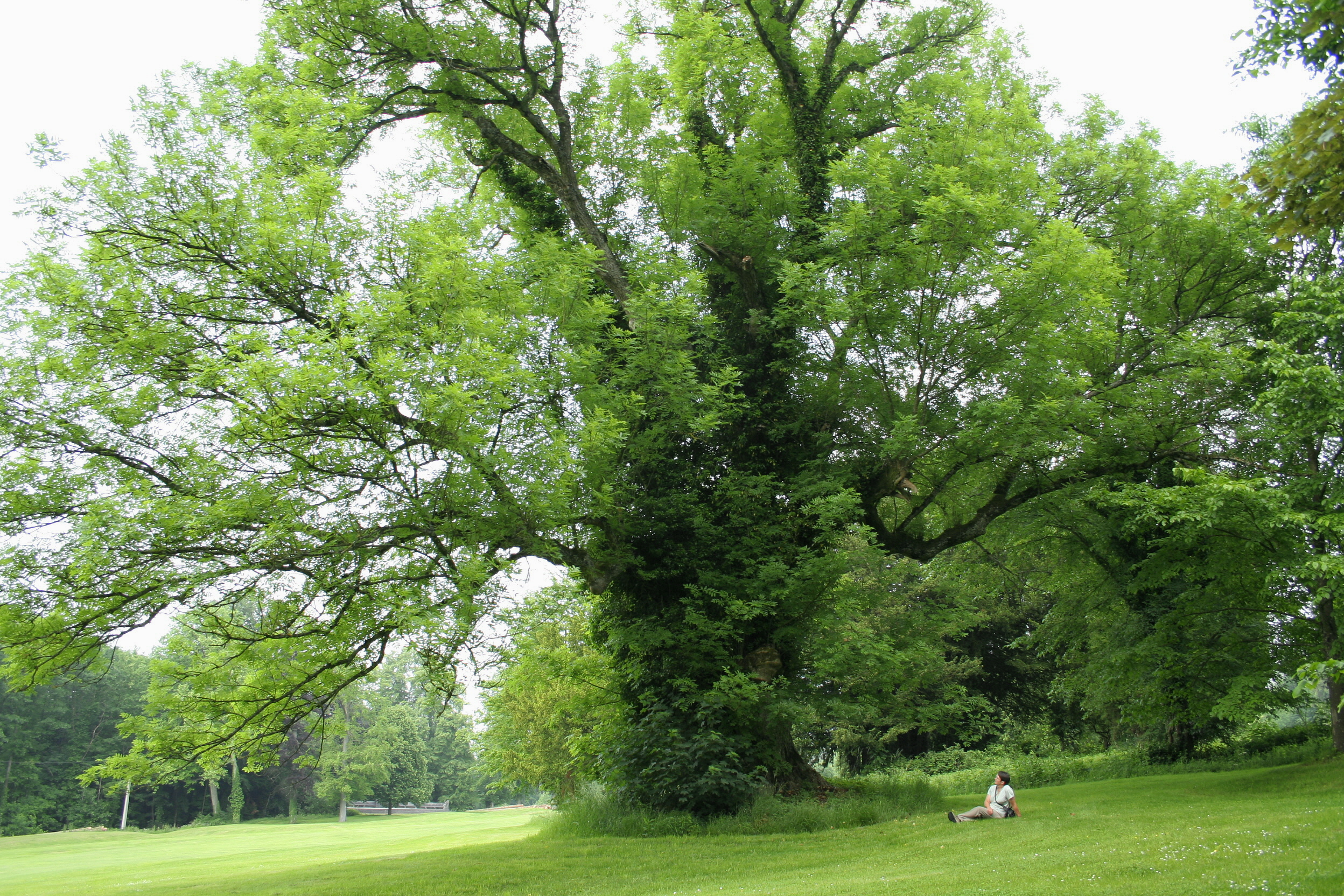
درخت قدیمی، بلژیک
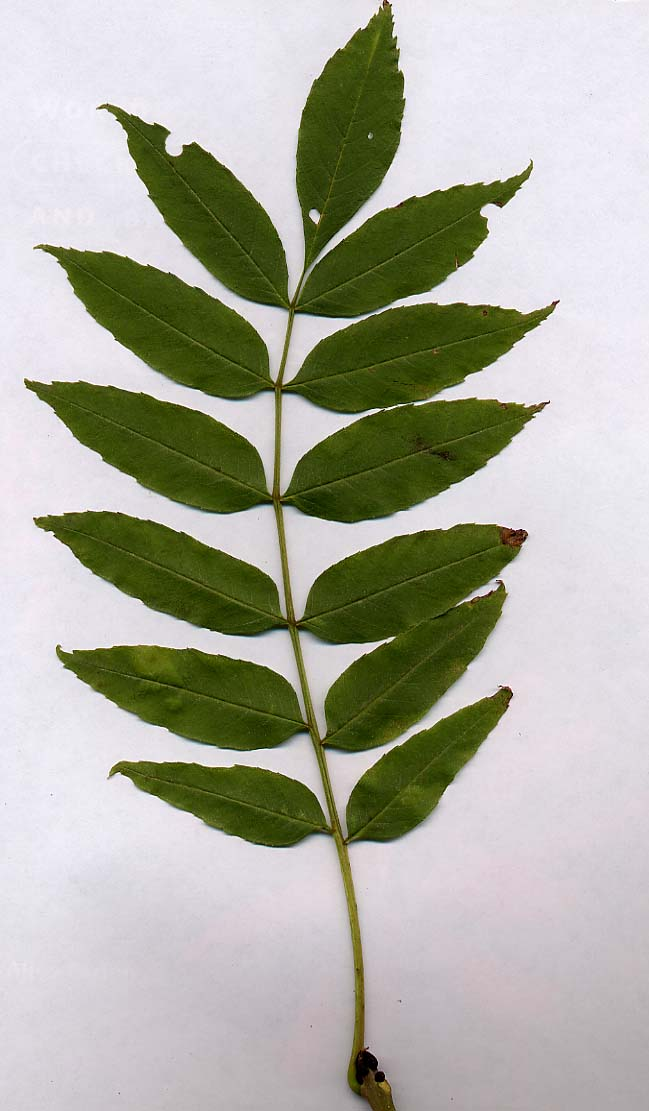
برگ و ساقه، جوانه‌های سیاه
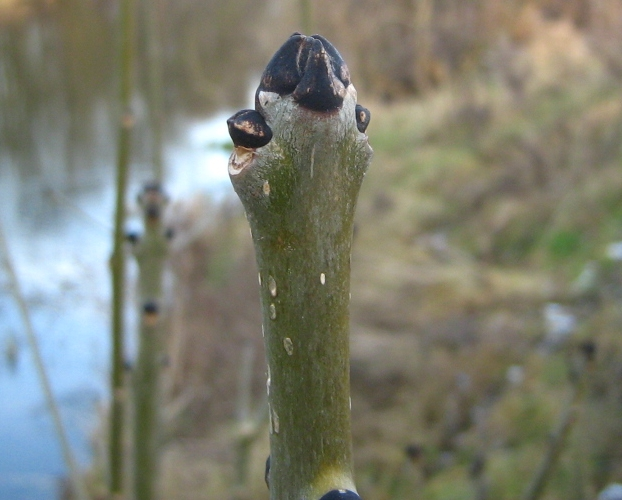
جوانه
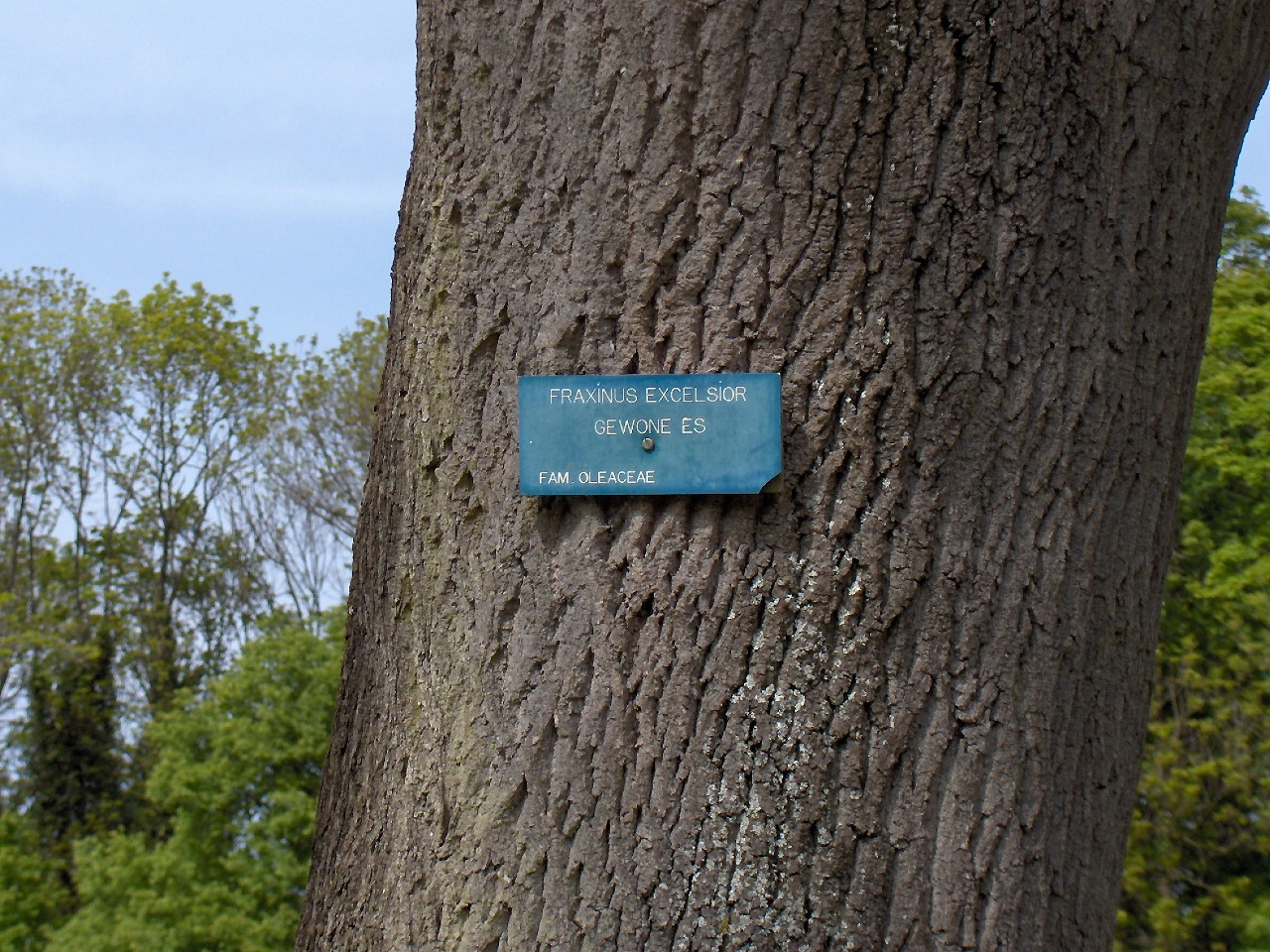
پوست درخت
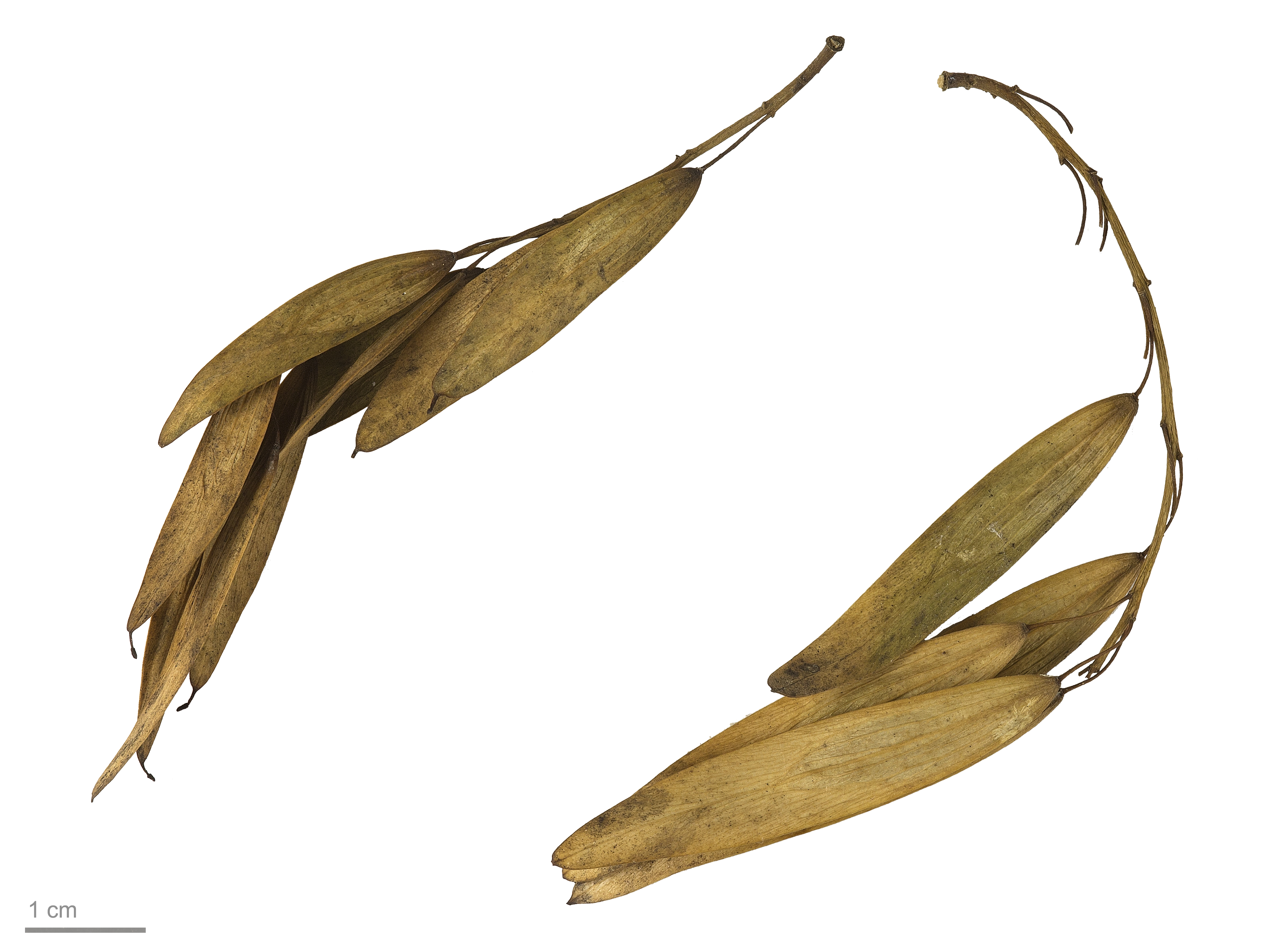
Fraxinus excelsior - Museum specimen